# Урхо Кеконен
Урхо Калева Кеконен (фин. Urho Kaleva Kekkonen; Пијелавеси, 3. септембар 1900 — Хелсинки, 31. август 1986) био је фински политичар, премијер Финске у два наврата и фински председник од 1956. до 1982. године. Спроводио је политику „активне неутралности“ између Западног и Источног блока.

## Биографија
Рођен је 3. септембра 1900. године у Пијелавесију, регион Саво, у пољопривредничкој породици. Током Финског грађанског рата, Кеконен се борио на страни Беле гарде. Након стицања независности Финске радио је као новинар, а 1922. године уписао је студије права. Године 1927, запослио се као правник, а 1936. је докторирао на Универзитету у Хелсинкију.
Као фински националиста, учествовао је у раду неколико десничарских организација иако се противио екстремној десници. Године 1936, постао је члан парламента као министар правосуђа, до 1937. године. Био је и министар унутрашњих послова од 1937. до 1939. године. Иако није био члан ниједног кабинета током Зимског рата 1939-1940, био је једини члан парламента који је гласао против Московског мировног споразума. Од 1944. до 1946, поново је био министар правосуђа.
Кандидовао се на председничким изборима 1950, али није победио. Био је премијер Финске од 1950. до 1953. и поново од 1954. до 1956, те министар спољних послова од 1952. до 1953. и 1954. године.

### Председник Финске
На председничким изборима одржаним 1956, Кеконен је победио социјалдемкрату Карла-Аугуста Фагерхолма. Као председник, наставио је политику неутралности бившег председника Јуха Пасикивија. Августа 1958, била је формирана коалиција Социјалдемократске партије и Кеконеновог Аграрног савеза, а комунисти су били изостављени. Никита Хрушчов је извршио притисак на Финску, увевши економске санкције. Кеконен је отпутовао у Москву јануара 1959, и решио кризу у преговорима са Хрушчовом и Громиком. Пошто је Кеконен био вођа погодан Совјетима, они су му разним притисцима осигурали победу на председничким изборима 1962. године. Већина финских партија сложила се с овим развојем догађаја, тако да после тога Кеконен више није имао значајну опозицију која је могла да га замени на власти.
Током 1960-их, Кеконен је покренуо неколико значајних међународних иницијатива, попут предлога за Нордијску зону без нуклеарног наоружања, споразума о разграничењу с Норвешком и Конференције о европској безбедности и сарадњи 1969. године. Циљ ових иницијатива био је слабљење споразума о војној сарадњи са Совјетским Савезом, а јачање неутралног положаја Финске. Након инвазије на Чехословачку 1968, Кеконен је појачао политику неутралности.
Године 1968, Кеконен је изабран за председника по трећи пута, а подупрло га је пет политичких партија. Добио је 201 глас у Изборној групи, док је кандидат Партије националне коалиције добио 66 гласова. Кеконен је после ових избора почео да размишља о пензионисању, али се касније ипак предомислио. Године 1973, продужио је свој трећи мандат за четири године, пошто је у том тренутку Финска ушла у преговоре о слободној трговини са Европском заједницом. Кеконен је сматрао да би Совјети бојкотовали Финску у формирању чвршћих веза са Западом, да је он одступио с места председника. Године 1975, обуставио је рад парламента и био домаћин Конференције о европској безбедности и сарадњи.
На председничким изборима 1978, освојио је 259 од 300 гласова Изборне групе. Према мишљењима финских медија, Кеконен је остао и даље на власти, јер је веровао да се ниједан његов наследник не би могао тако ефикасно носити са совјетским политичарима. Године 1978, одликован је Лењиновим орденом мира.
Децембра 1980, Кеконен је оболео што је утицало на његове мождане функције. На председничким изборима 1981, премијер Мауно Коивисто победио је Кеконена. Озбиљно се разболео у августу током боравка на Исланду. Био је хоспитализован 10. септембра, а оставку на место председника дао је 26. октобра.
Умро је 1986. године, три дана пре свог 86. рођендана. Сахрањен је уз све државне почасти.

## Наслеђе
Кеконенов дуг боравак на власти потакао је финске политичаре да изврше низ промена на уставу у периоду од 1984. до 2003. године. Политичка моћ председника смањена је у корист премијера и парламента. Његови наследници ограничили су вршење председничког мандата на максимално два пута, председника су изабирали непосредно бирачи, а не Гласачка група, председник више није могао да распусти парламент без сагласности премијера, те је појачана улога премијера у формирању спољне политике Финске.
Кеконен је био одговоран за политику финландизације, политику која је дозвољавала Совјетском Савезу да контролише неке прилике у држави. Упркос свим недостацима, Кеконенова политика омогућила је Финској одржавање економских послова са оба политичка блока током Хладног рата. Током целе своје владавине био је веома популаран међу народом, а последњих година на власти почео је да спороводи сопствени култ личности. До данас је остао веома популаран у финској јавности.
По Ургу Кеконену је назван други највећи Национални парк у Финској, отворен меморијални музеј 1987, још за његова живота његов лик се појавио на новчаници од 500 финских марака, а једна улица у Хелсинкију добила је његово име 1980. године. Поводом сваког Кеконеновог јубиларног рођендана, почев од шездесетог, у продају су излазиле пригодне поштанске марке. Године 1986, издана је пригодна марка поводом његове смрти.

## Галерија
- Родна кућа Урха Кеконена у Пиелавесију
- Кеконен и Никита Хрушчов на прослави Кеконеновог 60. рођендана
- Председник Кеконен у лову, Завидово (СССР), 1965.
- Гроб Урха Кеконена у Хелсинкију